# 릭 케리
리처드 (릭) 존 케리(Richard ("Rick") John Carey, 1963년 3월 13일 ~ )은 미국의 수영 선수였다. 배영이 주종목이었던 그는 1984년 로스앤젤레스 올림픽에서 세 개의 금메달을 땄다. 9개의 세계 기록을 깼고, 1983년 스위밍 월드 잡지에 의하여 "올해의 세계 수영 선수"로 선정되었다.

## 경력
뉴욕주 마운트 키스코에서 태어난 케리는 1980년 모스크바 올림픽에 첫 국제 데뷔하는 데 뽑혔으나, 소련의 아프가니스탄 침공으로 인하여 미국이 불참한 이유로 기회를 놓쳤다.
1981년 국내 선수권 대회에서 100m-200m 배영을 우승하여 국내 기록을 세웠고, 텍사스 대학교 오스틴으로 옮겨 에디 리즈 아래에서 훈련을 받았다. 1982년 과야킬에서 열린 세계 선수권 대회에서 2개의 금메달(200m 배영, 400m 혼계영)과 1개의 은메달(100m 배영)을 땄다.
1983년 그는 2개의 세계 기록을 세웠다 - 55.38초(100m 배영)와 1분 58.93초(200m 배영). 그해 카라카스에서 열린 팬아메리칸 게임에서 100m 기록을 55.19초로 낮추었고, 200m 종목을 우승하기도 하였다. 스티브 룬드퀴스트, 매트 그리블, 라우디 게인스와 함께 팀을 이루어 혼계영 세계 기록을 깼다. 이로 인하여 "올해의 세계 수영 선수" 상이 수여되었다.
로스앤젤레스 올림픽에서 배영의 양종목과 혼계영 종목을 모두 우승하였다. 케리는 올림픽 금메달 획득에 불구하고, 자신의 세계 기록을 깨지 못함에 비참해 할 때 200m 우승 후에 소수의 논쟁을 일으켰다. 그는 이 종목들을 지속적으로 우승하였고, 1986년 은퇴하였다.
1993년 국제 수영 명예의 전당에 헌액되었다.

## 같이 보기
- 올림픽 다관왕 목록
- 올림픽 수영 남자 메달리스트 목록
- 수영 배영 100m 세계 기록 추이
- 수영 배영 200m 세계 기록 추이
- 수영 혼계영 400m 세계 기록 추이